# Ri Kwang-il
Ri Kwang-il (en coreano: 리광일, Pionyang, Corea del Norte; 13 de abril de 1988) es un futbolista de Corea del Norte que juega en la posición de guardameta con el Sobaeksu de la Liga de fútbol de Corea del Norte.

## Carrera

### Club
| Periodo   | Club                               |
| --------- | ---------------------------------- |
| 2006–2009 | Sobaeksu SC                        |
| 2009–2010 | FK Radnički Kragujevac             |
| 2010      | → FK Erdoglija Kragujevac (cedido) |
| 2010–2013 | Sobaeksu SC                        |
| 2013–2016 | April 25                           |
| 2016–     | Sobaeksu SC                        |

### Selección nacional
Debutó en 2011 con Corea del Norte, participó en la Copa Mundial de Fútbol Sub-20 de 2007, los Juegos Asiáticos de 2010 y en dos ediciones de la Copa Asiática.

## Logros
- Serbian League West: 2009-10
- Liga de fútbol de Corea del Norte: 2015